# Македонске железнице
Македонске железнице (мкд. Македонски железници) су јавно предузеће за железничку инфраструктуру у Северној Македонији.

## Железничка мрежа и линије
Железничка мрежа у Северној Македонији има
- 925 km отворене пруге
- 226 km станичних колосека
- 102 km индустријских колосека

Железничке линије у Северној Македонији су:
- Граница са Србијом - Табановце - Куманово - Скопље - Велес - Градско - Ђевђелија - Граница са Грчком (међународна пруга која је део коридора X, једина електрифицирана пруга у Северној Македонији)
- Куманово - Бељаковце (у ремонту и доградњи до Криве Паланке и границе са Бугарском као део коридора VIII)
- Градско - Шивец (линија за индустрију фероникла близу Кавадараца)
- Граница са Србијом (Косово) - Волково - Ђорче Петров - Скопље
- Ђорче Петров - Тетово - Гостивар - Кичево (која треба да буде продужена до Охрида и Струге, односно до границе са Албанијом на коридору VIII)
- Велес - Прилеп - Бакарно Гумно - Битољ - Кременица - Граница са Грчком
- Бакарно Гумно - Сопотница
- Велес - Штип - Кочани

## Историја
Прва железница на територији Северне Македоније изграђена је за време Османског царства.
9. августа 1873. године железницом су повезани Скопље и Солун. Ова железничка веза, која је касније продужена до Косовске Митровице, је називана Македонски железници.
Македонске железнице су више пута мењале име од свог формирања као железничко предузеће 1945. године:
- 1945.  у склопу савезне југословенске управе
- 1963.
- 1977.
- 1989.
- 2007.
- 2007.